# Jolly Cola
Jolly Cola is een Deens colamerk dat sinds 1959 wordt geproduceerd door Dansk Cola Drik. In de jaren zestig bezat het twee derde van de gehele Deense frisdrank-markt.
Tot 1997 was Dansk Cola Drik eigendom van Carlsberg. Daarna werd het overgenomen door Albani, tot het in 2003 werd overgenomen door de huidige eigenaar Vestfyen (eigendom van de Danish Brewery Group). In 2003 bezat Jolly Cola in Denemarken een marktaandeel van ongeveer 6 procent.
Op de Faeröer-eilanden, waar het door Föroya Bjór wordt gedistribueerd, is Jolly Cola echter marktleider. Jolly Cola is daarnaast verkrijgbaar in Noorwegen (via Brænne Mineralvatn) en in Groenland.